# Sense identitat
Sense identitat (títol original en anglès: Unknown) és una pel·lícula de thriller d'acció del 2011, dirigida per Jaume Collet-Serra, amb guió d'Oliver Butcher i Stephen Cornwell, basada en la novel·la Hors de moi de Didier van Cauwelaert i protagonitzada per Liam Neeson i Diane Kruger. S'ha doblat i subtitulat al català.

## Argument
El científic Martin Harris (Liam Neeson) va a Berlín amb la seva dona Liz per assistir a un congrés, però es veu involucrat en un accident de cotxe que sobreviurà gràcies a l'ajuda de la taxista, la Gina (Diane Kruger), una bosniana sense papers. Després d'estar en coma uns dies es desperta en un hospital sense recordar res, la seva dona tampoc no el reconeix i un altre home es fa passar per ell. Harris comença a investigar què ha passat, per intentar recuperar la seva identitat.

## Producció
Unknown, títol original del film és el quart llargmetratge de Jaume Collet-Serra, director català resident a Hollywood des dels 18 anys. Tot i que la novel·la en què es basa la pel·lícula, Hors de moi del dramaturg francès d'origen belga Didier van Cauwelaert està ambientada a París, en aquesta producció es va situar a Berlín, segons Collet-Serra perquè la capital alemanya funcionava molt bé com a escenari, per la seva varietat arquitectònica i perquè manté una única identitat definida, que encaixava millor amb el personatge principal.

## Repartiment
- Liam Neeson: Dr. Martin Harris
- Diane Kruger: Gina
- January Jones: Elizabeth "Liz" Harris
- Frank Langella: Rodney Cole
- Aidan Quinn: Martin B.
- Bruno Ganz: Ernst Jürgen
- Sebastian Koch: Professor Bressler
- Rainer Bock: Herr Strauss
- Karl Markovics: Dr. Farge
- Stipe Erceg: Jones

## Al voltant de la pel·lícula
La pel·lícula, fora de competició, va clausurar la secció oficial de la Berlinale 2011. Distribuïda per Warner Bross, va obtenir un fort impacte en l'estrena als Estats Units, el 18 de febrer de 2011,situant-se en el número 1 del Box Office en la primera setmana i en la segona posició en la següent, recaptant 46,5 milions de dòlars en tan sols aquests primers quinze dies. La producció, amb un pressupost de 30 milions de dòlars, va obtenir uns ingressos a les sales de cinema de 130,8 milions a escala global, dels quals 63,7 es van recaptar al mercat estatunidenc. La seva acollida, segons l'agregador de comentaris de crítics Rottentomatoes indica que el 56% dels 192 crítics enquestats va donar a la pel·lícula una valoració positiva; la qualificació mitjana va ser de 5,8 / 10.